# Spirostreptus ventralis
Spirostreptus ventralis är en mångfotingart som beskrevs av Carl Oscar von Porat 1876. Spirostreptus ventralis ingår i släktet Spirostreptus och familjen Spirostreptidae. Inga underarter finns listade i Catalogue of Life.